# Schweizerische Unfallversicherungsanstalt

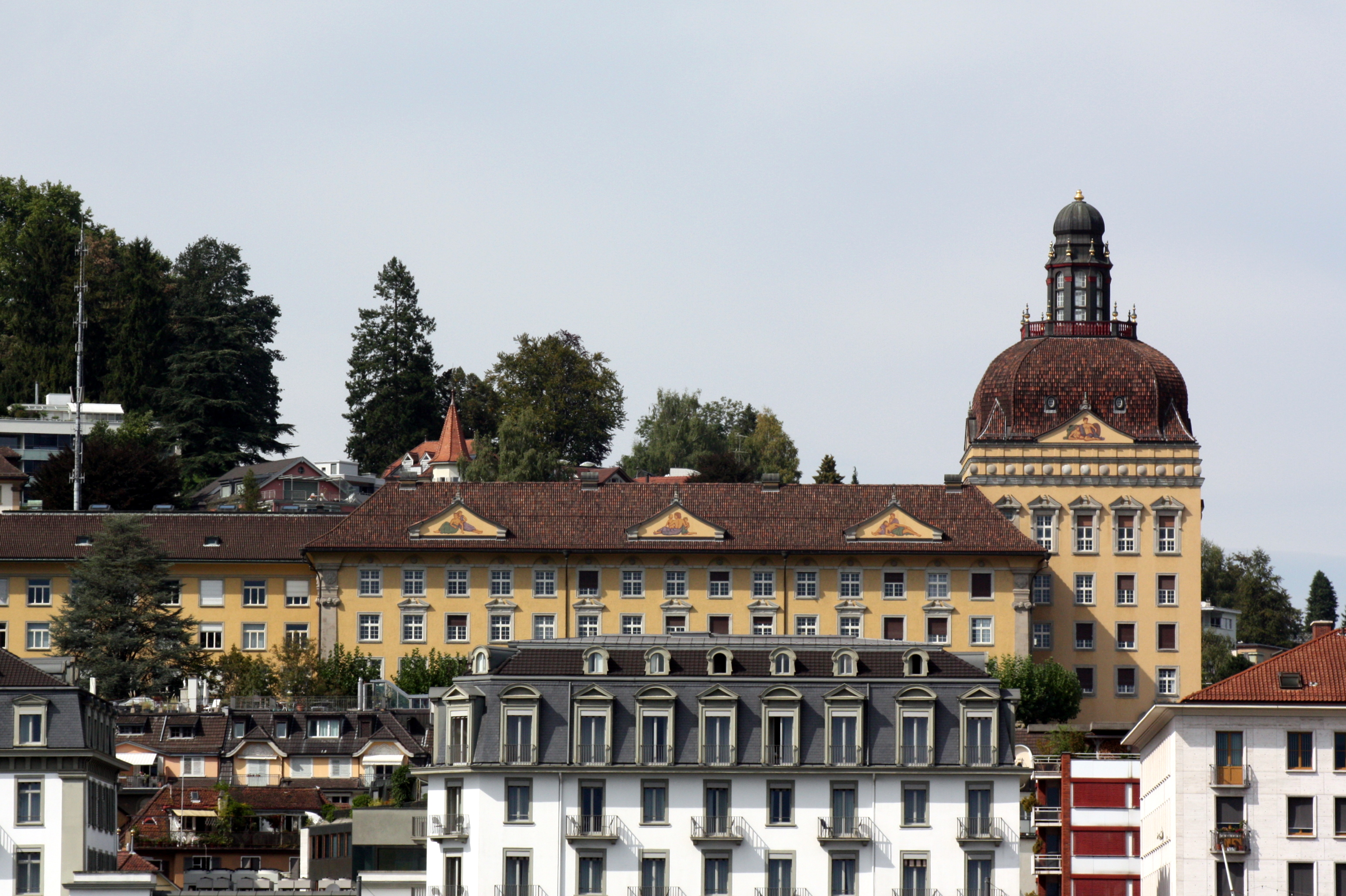
Suva-Hauptsitz in Luzern

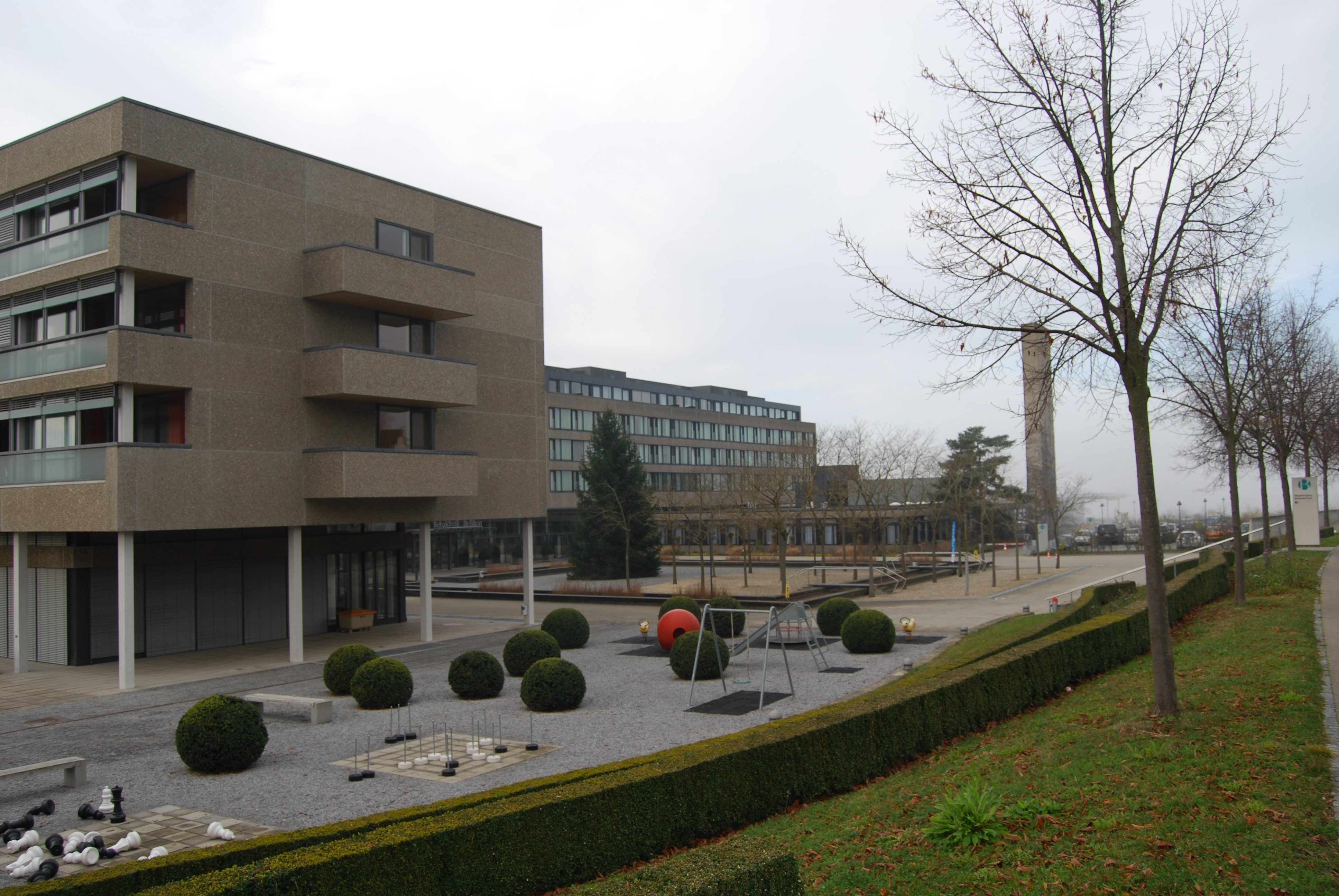
Rehaklinik der Suva in Bellikon

Die Suva (auch Schweizerische Unfallversicherungsanstalt) ist der grösste Unfallversicherer der Schweiz. Die selbständige Unternehmung des öffentlichen Rechts mit Hauptsitz in Luzern versichert gut 2,2 Millionen Berufstätige gegen Berufsunfälle, Berufskrankheiten und Freizeitunfälle. Ebenso können sich Selbständige mit der Unternehmerversicherung gegen die Folgen von Unfällen absichern.

## Unternehmensgeschichte
Im ausgehenden 19. Jahrhundert veränderten sich durch die Industrialisierung die Bedingungen und Unfallrisiken am Arbeitsplatz. Viele Familien gerieten durch Arbeitsunfälle in gesundheitliche und finanzielle Not. 1890 erhielt der Bund darum den Verfassungsauftrag, ein Kranken- und Unfallversicherungsgesetz zu schaffen. 1912 genehmigte das Volk das Kranken- und Unfallversicherungsgesetz (KUVG). Dieses sah die Subventionierung sowie die Einführung der obligatorischen Unfallversicherung für einen wesentlichen Teil der Arbeitnehmenden vor. Der Bund beauftragte die Suva mit der Durchführung der obligatorischen Unfallversicherung und mit der Aufsicht über die Arbeitssicherheit in den Betrieben. Während fast 80 Jahren kannte man das Unternehmen als Schweizerische Unfallversicherungsanstalt; seit 1996 tritt die Firma in allen Landesteilen einheitlich mit dem Namen und dem Schriftzug Suva auf. In der schweizerischen Rechtsordnung wird das Unternehmen jedoch weiterhin als Schweizerische Unfallversicherungsanstalt bezeichnet.
Bereits von Anfang an waren auch Frauen im Verwaltungsrat vertreten. Während die eine der gewählten Frauen, Susanne Jeanrenaud, eine Fabrikangestellte aus Genf, bereits nach einer Amtszeit wieder ausschied, blieb die zweite, Nina Schmid-Schriber 36 Jahre (1912–1948) im SUVA-Verwaltungsrat; 30 Jahre davon als einzige Frau. Die Lehrerin und Arbeitersekretärin aus Kriens setzte sich vor allen Dingen für die Anliegen der christlich-sozialen Arbeitnehmerinnen und Arbeitnehmer, für die wenig Verdienenden und die Frauen in der Arbeitswelt ein. In ihrer Tätigkeit in der SUVA waren ihre Schwerpunkte u. a. die Unfallprävention und die Rehabilitation.
Der Hauptsitz wurde 1914/1915 nach den Plänen der Gebrüder Pfister an der Fluhmattstrasse in Luzern gebaut. In den letzten Jahren des Ersten Weltkriegs diente das Gebäude als Armeespital für internierte ausländische Kriegsgefangene. Heute ist es zusammen mit dem historischen Archiv der SUVA auf der Liste der Kulturgüter in Luzern als national bedeutend eingetragen.
Am 1. April 1918 nahm die Suva ihren Betrieb auf. Die Folgen des Ersten Weltkriegs und die Grippewelle, die in Europa grassierten, gestalteten den Start nicht einfach. Bereits im ersten Jahr wurden der Suva 105'864 Unfälle gemeldet, und für das Jahr 1918 wurden 849 Invalidenrenten gesprochen.
1928 übernahm die Suva die Bäderheilstätte «Zum Schiff» in Baden und legte damit den Grundstein für ihre drei Kerngeschäfte Schadenmanagement, Prävention und Rehabilitation. Den dritten Bereich verstärkte die Suva 1974 mit der Eröffnung der Rehabilitationsklinik Bellikon. 1999 wurde zudem die Rehabilitationsklinik Sion eröffnet, ein Jahr später die Bäderklinik «Zum Schiff» geschlossen.
Im Laufe der Jahre wuchs die Suva stetig. 1953 überstiegen die Aktiven erstmals die Milliardengrenze. Die Kapitalanlagen dienen der langfristigen Rentensicherung. Durch das veränderte Freizeitverhalten wurden in der zweiten Hälfte des 20. Jahrhunderts auch immer mehr Freizeitunfälle verzeichnet. Im Jahr 1985 überstieg die Zahl der Freizeitunfälle (260'697) erstmals diejenige der Berufsunfälle (254'565).
1984 wurde das KUVG vom neuen Unfallversicherungsgesetz (UVG) abgelöst und die obligatorische Unfallversicherung auf sämtliche Arbeitnehmenden ausgedehnt. Für die Durchführung wurden neben der Suva neu auch andere Versicherungen zugelassen. Dieses Gesetz wurde darauf einer Revision unterzogen. Im Jahr 2006 eröffnete der Bundesrat dafür die Vernehmlassung, die im März 2010 sistiert wurde. Das Parlament wies das Geschäft 2011 an den Bundesrat zurück mit dem Auftrag, dieses auf das Wesentliche zu beschränken. Die Sozialpartner erarbeiteten darauf mit Unterstützung der Suva und des Schweizerischen Versicherungsverbandes (SVV) einen Kompromiss. Dieser bildete die Grundlage der Gesetzesrevision, welche die Räte am Freitag, 25. September 2015, verabschiedeten. Am 9. November 2016 beschloss der Bundesrat die Verordnungen zum UVG und deren Inkrafttreten per 1. Januar 2017.

## Angebote
Für ihr Angebot trat die Suva von 1995 bis 2018 unter vier Marken auf:
- Pro: Arbeitssicherheit
- Liv: Freizeitsicherheit
- Risk: Prämien und Kapitalanlagen
- Care: Schadenmanagement und Rehabilitation

Zum 100-Jahre-Jubiläum im Jahr 2018 fand ein Rebranding des Unternehmens statt, bei dem diese Marken durch den einheitlichen Auftritt als "Suva" abgelöst wurden.

## Organisation
Die drei Kerngeschäfte der Suva sind Prävention, Versicherung und Rehabilitation. Für die Rehabilitation besitzt die Suva eigene Kliniken in Bellikon und Sion. Die Suva wird von ihren Sozialpartnern geführt. Sie ist selbsttragend, erhält keine öffentlichen Gelder und gibt Ertragsüberschüsse in Form von tieferen Prämien an die Versicherten weiter. Die sozialpartnerschaftliche Zusammensetzung des Verwaltungsrats Suva-Rat aus 16 Arbeitgeber-, 16 Arbeitnehmer- und 8 Bundesvertretern ermöglicht breit abgestützte, tragfähige Lösungen und garantiert den solidarischen Charakter der Gesellschaft. In Artikel 66 UVG (Bundesgesetz vom 20. März 1981 über die Unfallversicherung) ist definiert, welche Betriebe und Verwaltungen obligatorisch versichert sind.
Die operative Führung der Suva obliegt der vierköpfigen Geschäftsleitung. Seit 2024 ist Andreas Rickenbacher Präsident des Suva-Rates. Zuvor hatten Gabriele Gendotti (2018–2024), Markus Dürr (2014 bis 2017) und Franz Steinegger (1991 bis 2013) dieses Amt inne.
Die Suva verfügt über ein Netz von 18 regionalen Geschäftsstellen (Agenturen), eingeteilt in vier Schadenregionen mit eigenen Kompetenz-Centern. Seit 1996 führt die Suva im Auftrag des Bundes die Unfallversicherung für Arbeitslose (UVAL), seit 2005 auch die Militärversicherung (MV), wobei diese eine eigenständige Sozialversicherung bleibt. Im Jahr 2021 kam die Unfallversicherung für Personen in IV-Massnahmen (UV IV) hinzu.